# 5112 Kusaji
5112 Kusaji este un asteroid din centura principală de asteroizi.

## Descriere
5112 Kusaji este un asteroid din centura principală de asteroizi. A fost descoperit pe 23 septembrie 1987 la Kushiro de Seiji Ueda și Hiroshi Kaneda. Asteroidul prezintă o orbită caracterizată de o semiaxă mare de 2,17 ua, o excentricitate de 0,13 și o înclinație de 5,8° în raport cu ecliptica.